# Antarchaea rhodopa
Antarchaea rhodopa là một loài bướm đêm trong họ Noctuidae.